# ريتشارد ألفييري
ريتشارد ألفييري (بالإنجليزية: Richard Alfieri)‏ (9 أبريل 1948، فلوريدا في الولايات المتحدة)؛ ممثل، كاتب مسرحي، كاتب سيناريو وروائي أمريكي. درس في جامعة ييل.

## روابط خارجية
- ريتشارد ألفييري على موقع IMDb (الإنجليزية)
- ريتشارد ألفييري على موقع قاعدة بيانات برودواي على الإنترنت (الإنجليزية)
- ريتشارد ألفييري على موقع قاعدة بيانات الفيلم (الإنجليزية)